# Йосип Шимунич
Йо́сип Шиму́нич (хорв. Josip Šimunić, нар. 18 лютого 1978, Канберра, Австралія) — хорватський футболіст, захисник збірної Хорватії та «Динамо» (Загреб).

## Клубна кар'єра
Народився у столиці Австралії Канберрі в родині боснійських хорватів, що емігрували до цієї країни з СФРЮ. Займався футболом в Австралійському спортивному інституті, а 1995 року отримав запрошення приєднатися до місцевої футбольної команди «Мельбурн Найтс», в якій провів два сезони, взявши участь у 30 матчах чемпіонату.
Увагу на молодого футбольного футболіста звернули скаути німецького «Гамбурга», і 1997 року його було запрошено до Німеччини. У складі гамбурзького клубу провів три сезони ігрової кар'єри, дуже рідко потрапляючи до заявки основної команди.
2000 року уклав контракт з клубом «Герта», у складі якого провів наступні дев'ять років своєї кар'єри гравця. 
Протягом 2009—2011 років захищав кольори команди іншого німецького клубу «Гоффенгайм 1899».
2011 року досвідчений захисник приєднався до складу клубу «Динамо» (Загреб). Наразі встиг відіграти за «динамівців» 6 матчів в національному чемпіонаті.

## Виступи за збірну
Невдовзі після переїзду до Європи отримав пропозицію захищати кольори національної збірної історичної батьківщини своїх батьків, Хорватії.
2001 року дебютував в офіційних матчах у складі національної збірної Хорватії. У складі збірної був учасником чемпіонату світу 2002 року в Японії і Південній Кореї, а також чемпіонату світу 2006 року у Німеччині. Учасник трьох чемпіонатів Європи — 2004, 2008 та 2012 років.
До припинення виступів за збірну у 2013 році провів у формі головної команди країни 105 матчів, забивши 3 голи.

## Титули і досягнення
- Чемпіон Хорватії (3):

«Динамо» (Загреб):  2011–12, 2012–13, 2013–14
- Володар Кубка німецької ліги (2):

«Герта»:  2001, 2002
- Володар Кубка Хорватії (1):

«Динамо» (Загреб):  2011–12
- Володар Суперкубка Хорватії (1):

«Динамо» (Загреб):  2013